# Wasyl Dmytriuk
Wasyl Dmitryjuk (ur. 1 stycznia 1890 w Kostomłotach, zm. 11 listopada 1973 w Buffalo) – ukraiński polityk, lekarz, poseł na Sejm I kadencji w II RP.

## Życiorys
Ukończył szkołę średnią duchowną (1901–1905) i Seminarium Duchowne (1905–1909) w Chełmie oraz medycynę na Uniwersytecie Warszawskim (1909–1914, dyplom lekarza laryngologa w 1916). 
Na swoje utrzymanie i edukację zarabiał korepetycjami. Od roku 1914 służył w armii rosyjskiej – jako młodszy lekarz 62 Suwalskiego Pułku Piechoty, od 1915 starszy lekarz 64 Kazańskiego Pułku Piechoty, od 1916 roku młodszy ordynator 1. szpitala 16 Dywizji Piechoty. 
Podczas rewolucji lutowej 1917 w Rosji był organizatorem oddziałów ukraińskich i lekarzem dywizji ukraińskiej. W latach 1918–1920 pełnomocnikiem Ministerstwa Zdrowia Ukraińskiej Republiki Ludowej i jednocześnie (do lutego 1919) p.o. głównego lekarza oddziału opatrunkowego 4 Dywizji Piechoty w Armii URL. 
W Polsce niepodległej podjął starania o przyjęcie do korpusu oficerów rezerwy WP, ale 15 listopada 1927 roku Oficerski Trybunał Orzekający uznał, że nie może być oficerem rezerwy, gdyż „nie wykazał cech wymaganych w myśl artykułu 3. Pragmatyki oficera WP w rezerwie”. W 1920 roku założył w Brześciu nad Bugiem szpital i Towarzystwo Kulturalno-Oświatowe Proświta (do 1923 prezes), w roku 1922 kierował ukraińskim komitetem wyborczym w okręgu brzeskim. Po wygaśnięciu mandatu poselskiego prowadził praktykę lekarską w Brześciu, następnie w Terespolu. Od 1924 roku członek lewicowej partii ukraińskiej „Selanśkyj Sojuz”, od 1925 członek Ukraińskiego Zjednoczenia Narodowo-Demokratycznego (UNDO). 
Poseł I kadencji 1922–1927 wybrany z listy nr 16 okręg wyborczy nr 59 (Brześć n. Bugiem); członek Komitetu Ukraińskiego; pracował w komisji zdrowia publicznego (sekretarz), współpracownik dwóch komisji: komunikacyjnej i opieki społecznej.
Od 1950 roku na emigracji w Stanach Zjednoczonych.